# Péricles Chamusca
Péricles Chamusca (Salvador, 29 september 1965) is een Braziliaans voormalig voetbaltrainer.

## Carrière
Hij heeft als hoofdtrainer bij diverse Braziliaanse clubs gewerkt zoals EC Vitória, Centro Sportivo Alagoano, EC Santo André, AD São Caetano, Goiás EC, Botafogo FR en Sport Club do Recife.

## Erelijst
- Campeonato Baiano - 1995 (Vitória)
- Campeonato Alagoano - 1999 (CSA)
- Copa do Brasil - 2004 (Santo André)
- J.League Cup - 2008 (Oita Trinita)
- Campeonato Catarinense - 2010 (Avaí)
- Beker van sjeik Jassem van Qatar - 2010 (Al-Arabi)
- King Cup - 2020–21 (Al-Faisaly)